# NCSM Regina (FFH 334)
Pour les autres navires du même nom, voir NCSM Regina.
Le NCSM Regina (FFH 334), est une frégate canadienne, le cinquième de la classe Halifax. Il est en service depuis 1993 et assigné à la Force maritime Pacifique, sous le Commandement de la Force maritime du Canada des Forces canadiennes et est basé au port d'Esquimalt, en Colombie-Britannique. Le navire est le deuxième du nom, le partageant avec le NCSM Regina (K234).

## Service
Le NCSM Regina sert principalement dans l'océan Pacifique pour la protection de la souveraineté territoriale du Canada et l'application de la loi dans sa zone économique exclusive.